# Falsamotrochus
Falsamotrochus is een geslacht van uitgestorven weekdieren uit de klasse van de Gastropoda (slakken). Exemplaren van dit geslacht zijn slechts als fossiel bekend.

## Soort
- Falsamotrochus angulatus Gründel & Hostettler, 2014 †